# Горохов, Александр Михайлович
Александр Михайлович Горохов (1769 или 1770, Санкт-Петербург — 1848, Томск) — сибирский чиновник, администратор, этнограф.

## Биография
Родился в Санкт-Петербурге семье обер-офицера Михаила Михайловича Горохова, по разным сведениям, в 1769 или 1770 году; с 1777 года — в Сибири.
Начал с военной службы; с 1787 года — на гражданской службе, в 1794 году — губернский секретарь. В 1803—1808 годах — бийский земский исправник. В 1811 году — Турханский уездный (Туруханский?) судья и городничий. В 1813 году служил судьёй Нарымского уездного суда, в 1815 году — томским, затем — нарымским городничим. Как дослужившийся до чина коллежского асессора и получивший орден Святого Владимира, в 1813 году был принят в дворянское сословие; владел двумя дворовыми людьми.
Служил на Колывано-Воскресенских заводах. В 1822—1831 годах был членом присутствия Канцелярии горного начальства и Горного правления. В 1841 году состоял в классе берг-гауптмана.
Одним из первых (с 1804 года) собирал сведения об алтайских народностях. Описывал природно-климатические условия мест кочевания, правовое положение, бытовое расселение. Материалы исследований были опубликованы в Журнале Министерства внутренних дел в 1840 году.
Скончался в Томске в 1848 году.
Был женат на купеческой дочери Акулине Григорьевне.
Их дети:
- Философ (1796-после 1857)
- Павла Александровна (1808—1858). 1-й брак — Дмитрий Ильич Потанин (ум. 1842), дочь — Елена (род.1834). 2-й брак — барон фон Гюллесем Мершейд (русифицированное — Гильзен Альберт Фѐдорович; ум.1858)[3].
- Александр Александрович (1820-?)[2], служил в Томском губернском управлении, был членом Томской городской управы. Его жена — Клавдия Мефодьевна, дочь томского купца М. П. Серебренникова.
- Серафима, Елизавета,